# Indiana Jones and the Temple of Doom (jeu vidéo)
Pour le film portant le même titre en anglais, voir Indiana Jones et le Temple maudit.
Indiana Jones and the Temple of Doom est un jeu d'arcade d'action développé et édité par Atari Games en août 1985, basé sur le film de 1984 du même nom Indiana Jones et le Temple maudit, le deuxième film de la franchise Indiana Jones. C'est aussi le premier jeu d'arcade sur Atari System 1, qui inclut des dialogues numérisés, notamment les voix d'Harrison Ford, dans le rôle d'Indiana Jones et Amrish Puri, dans le rôle Mola Ram, ainsi que la musique du film composée par John Williams. Le jeu est porté sur les plates-formes Amiga, Amstrad CPC, Apple II, Atari ST, Commodore 64, MS-DOS, MSX, NES et ZX Spectrum,,,,,,,.